# Lloret tigre modest
El lloret tigre modest (Psittacella modesta) és una espècie d'ocell de la família dels psitacúlids (Psittaculidae) que habita els boscos de muntanya del centre i oest de Nova Guinea.